# Galáxia Anã Esferoidal de Pegasus
A Galáxia Anã Esferoidal de Pegasus (também conhecida como Andrômeda VI ou Peg dSph) é uma galáxia anã esferoidal localizada a aproximadamente 2,7 milhões de anos-luz da Terra na constelação de Pegasus. A Anã de Pegasus é um membro do Grupo Local e uma galáxia satélite da Galáxia de Andrômeda (M31).

## Informação geral
A Anã Esferoidal de Pegasus é uma galáxia com principalmente populações estelares pobres em metais. Sua metalicidade é [Fe/H] ≃ −1,3. Está localizada a uma ascensão reta de 23h 51m 46,3s e uma declinação de 24° 34′ 57,0″ no sistema equatorial de coordenadas (época J2000), e numa distância de 820 ± 20 kpc da Terra e uma distância de 294 ± 8 kpc[a] da Galáxia de Andrômeda.
A Anã Esferoidal de Pegasus foi descoberta em 1999 por vários autores no segundo filme Palomar Sky Survey (POSS-II).